# Ozero Velikoje
Ozero Velikoje (ryska: Озеро Великое) är en sjö i Belarus.   Den ligger i voblasten Minsks voblast, i den centrala delen av landet, 50 km nordost om huvudstaden Minsk. Ozero Velikoje ligger 161 meter över havet. Arean är 1,7 kvadratkilometer. Den sträcker sig 2,3 kilometer i nord-sydlig riktning, och 1,3 kilometer i öst-västlig riktning.
Omgivningarna runt Ozero Velikoje är en mosaik av jordbruksmark och naturlig växtlighet. Runt Ozero Velikoje är det ganska glesbefolkat, med 34 invånare per kvadratkilometer.